# Subterranean Jungle
Subterranean Jungle sedmi je studijski album od američkog punk rock sastava Ramones, koji izlazi u srpnju 1981.g. Album dolazi na #83 "Billboardove" Top ljestvice albuma. Reizdanje albuma objavljuje 20. kolovoza 2002. diskografska kuća "Rhino Records".
Prvi puta na jednom Ramonesovom albumu Dee Dee izvodi prvi vokal u skladbi "Time Bomb". Na popisu skladbi nalazi se i cover verzija "Little Bit o' Soul", originalno snimljena od rock sastava The Music Explosion, 1967. godine. "I Need Your Love", također je cover verzija skladbe, originalno snimljena od The Boyfriends i skladba "Time Has Come Today", originalno snimljena od soul sastava The Chambers Brothers, 1968. godine.
Marky Ramone napušta sastav za vrijeme dok traje njegova proizvodnja. Nesuglasice u sastavu su sve češće, a Marky je odlazak najavio još s prednjom stranom omota albuma gdje simbolično sjedi odvojen od ostalih članova sastava i gleda kroz prozor metroa. On nije čak nije niti odsvirao sav materijal na albumu, pa ga Billy Rogers zamjenjuje u jednoj skladbe. U glazbenim spotovima umjesto njega pojavljuje se Richie Ramone.
Skladbu "Outsider" kasnije obrađuje punk rock sastav Green Day, a objavljena je na počasnom albumu We're a Happy Family - A Tribute to Ramones i na njihovom kompilacijskom albumu Shenanigans. Skladbu "Psycho Therapy" obrađuje američki rock sastav Skid Row i objavljuju je na svom albumu B-Side Ourselves.

## Popis pjesama
1. "Little Bit o' Soul" (John Carter, Ken Lewis) – 2:43
2. "I Need Your Love" (Bobby Dee Waxman) – 3:03
3. "Outsider" (Dee Dee Ramone) – 2:10
4. "What'd Ya Do?" (Joey Ramone) – 2:24
5. "Highest Trails Above" (Dee Dee Ramone) – 2:09
6. "Somebody Like Me" (Dee Dee Ramone) – 2:34
7. "Psycho Therapy" (Dee Dee Ramone, Johnny Ramone) – 2:35
8. "Time Has Come Today" (Willie Chambers, Joseph Chambers) – 4:25
9. "My-My Kind of a Girl" (Joey Ramone) – 3:31
10. "In the Park" (Dee Dee Ramone) – 2:34
11. "Time Bomb" (Dee Dee Ramone) – 2:09
12. "Everytime I Eat Vegetables It Makes Me Think of You" (Joey Ramone) – 3:04

### Reizdanje bonus pjesme
1. "Indian Giver (Originalni Mix)" (Bobby Bloom, Ritchie Cordell, Bo Gentry) – 2:45
2. "New Girl in Town" – 3:33
3. "No One to Blame" (demo) – 2:24
4. "Roots of Hatred" (demo) – 3:36
5. "Bumming Along" (demo) – 2:20
6. "Unhappy Girl" (demo) – 2:20
7. "My-My Kind of Girl" (akustični demo) (Joey Ramone) – 3:10

## Izvođači
- Joey Ramone – prvi vokal
- Johnny Ramone – gitara, prateći vokali
- Dee Dee Ramone – bas-gitara, prateći vokal
- Marky Ramone – bubnjevi

### Ostali izvođači
- Walter Lure – gitara
- Billy Rogers – bubnjevi u skladbi "Time Has Come Today"

### Produkcija
- Ritchie Cordell – producent
- Glen Kolotkin – producent
- Ron Cote – Projekcija
- George DuBose – fotografija
- Tony Wright – slika omota albuma

## Vanjske poveznice
- discogs.com - Ramones - Subterranean Jungle